# Hardterbroicher Straße 64/64a (Mönchengladbach)

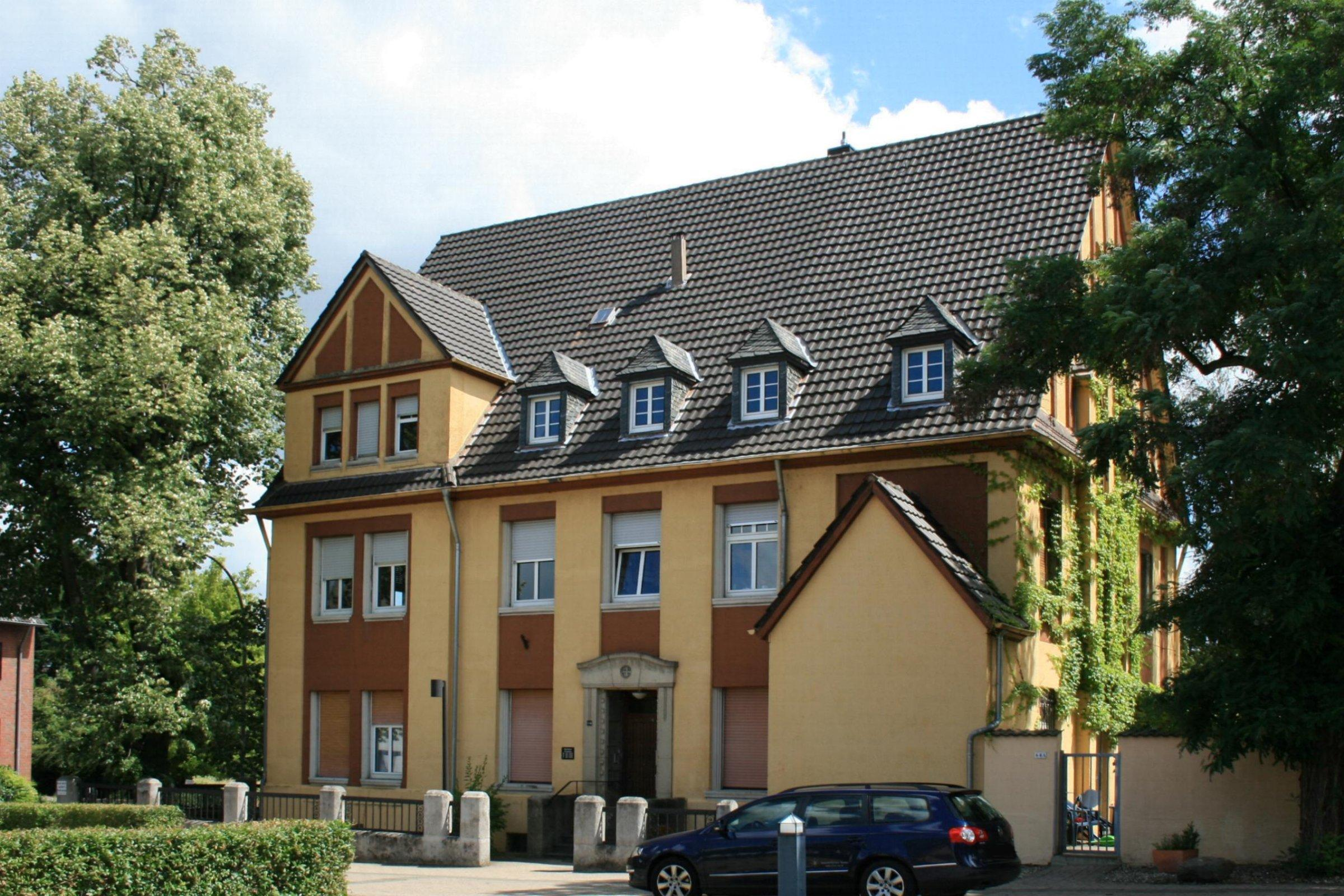
Wohnhaus (2010)

Das Wohnhaus Hardterbroicher Straße 64/64a steht im Stadtteil Hardterbroich-Pesch in Mönchengladbach (Nordrhein-Westfalen).
Das Gebäude wurde 1913/14 erbaut. Es wurde unter Nr. H 078  am 4. November 1993 in die Denkmalliste der Stadt Mönchengladbach eingetragen.

## Lage
Das Objekt liegt an der den Ortsteil Hermges mit dem Bungtwald verbindenden Hardterbroicher Straße.

## Architektur
Die Gebäude Nr. 58 (Jugendheim mit Pfarrsaal), Nr. 60 (Kaplanei und Küsterwohnung), Nr. 62 (Pfarrkirche) und Nr. 64/64a (Pastorat) bilden eine bauliche Einheit.
Bei dem Haus Nr. 64/64a handelt es sich um einen giebelständigen, vierachsigen Putzbau unter steilem Satteldach mit Fußwalm.